# الیسا، زندگی من
الیسا، زندگی من (انگلیسی: Elisa, vida mía) یک فیلم اسپانیایی‌زبان به کارگردانی کارلوس سائورا محصول سال ۱۹۷۷ است.
فرناندو ری بازیگر این فیلم جایزه بهترین بازیگر مرد جشنواره کن را کسب کرده‌است.